# Tung-č’-men (stanice metra v Pekingu)

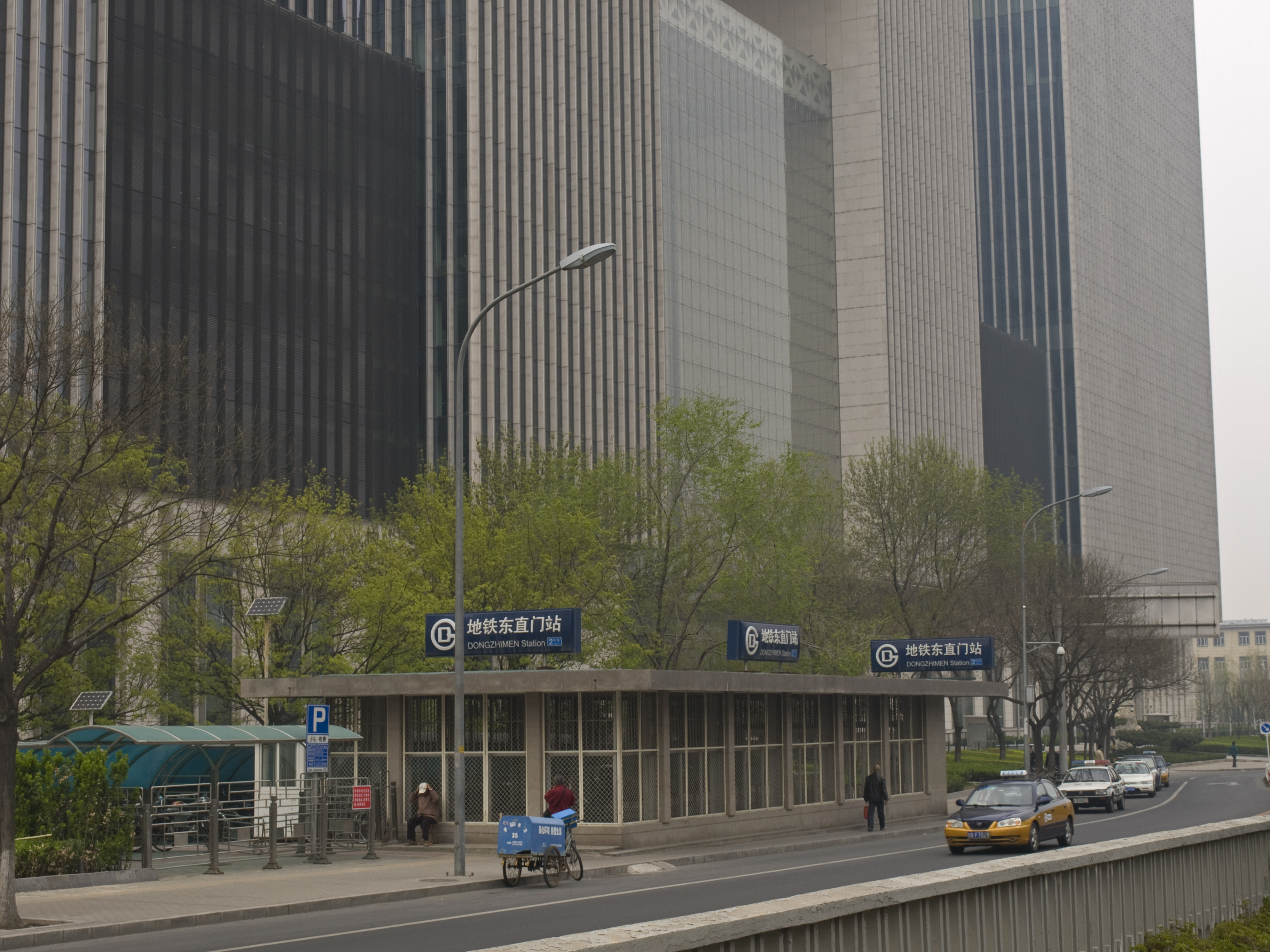
Vstup do stanice

Stanice Tung-č’-men (čínsky v českém přepisu Tung-č’-men Čan, pchin-jinem Dōngzhímén Zhàn, znaky zjednodušené 东直门站, tradiční 東直門站) je stanice pekingského metra. Nachází se na východě obvodu Tung-čcheng a vedou jí tři trasy metra. Na okružní lince 2 leží mezi stanicemi Jung-che-kung a Tung-s’ š’-tchiao. Pro linku 13 a letištní expres se jedná o konečnou stanici, v případě linky 13 sousední k stanici Liou-fang a v případě letištního expresu sousední k stanici San-jüan-čchiao.

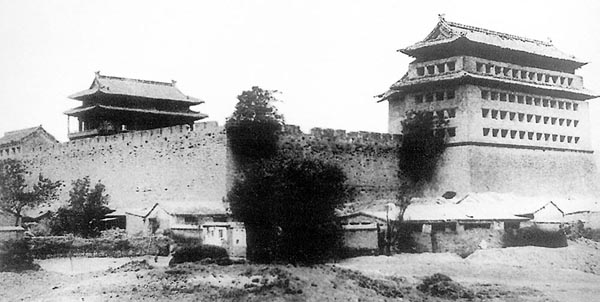
Východní rovná brána, po které je stanice pojmenována, v roce 1908

Podobně jako většina stanic linky 2 se i Tung-č’-men nachází poblíž bývalých pekingských hradeb. Její jméno znamená Východní rovná brána a odkazuje k Východní rovné bráně, která zde stála před zbořením hradeb a jejich nahrazením druhým městským okruhem.